# Айкио-Арианайк, Ингер-Мари
Ингер-Мари (Има) Айкио-Арианайк (северносаам. Inger-Mari Aikio-Arianaick; род. 14 января 1961[…], Утсйоки, Лаппи) — финская саамская поэтесса, кинорежиссёр, журналист; пишет на северносаамском языке.

## Биография
Родилась 14 января 1961 года на севере Финляндии в Лапландии, в посёлке Утсйоки.
В 1980 году выдержала государственный экзамен на поступление в ВУЗ и изучала саамский и финский языки в Оулуском университете. В 1992 году получила государственную лицензию в качестве переводчика с северносаамского на финский и с финского на северносаамский.
С 1982 по 1986 году работала в качестве фотографа и репортёра в саамской газете Sámi Áigi; с 1988 года — журналист YLE Sámi Radio, вещающего на саамских языках регионального подразделения телерадиокомпании Yleisradio Oy.
В 2006 году на фестивале коренных народов «Skábmagovat» была представлена одна из её кинолент.